# 淳于琼
淳于琼（？—200年），字仲简，复姓淳于，颍川人。汉朝末期政治人物。为袁绍大将，与张郃、高览齐名。在官渡之战时镇守乌巢，遭到曹操的偷袭而惨败，自己也被曹操处斩。

## 生平
灵帝中平五年八月，首先於皇宮內的西园設立禁衛軍，分置八校尉來統率。淳于瓊因馭軍卓越的關係被任命為右校尉。上司是十常侍之一的蹇硕。
第二年，董卓專政，廢去漢少帝劉辯、扶立漢獻帝劉協，獨斷朝政。當時在都城任職的大小官員都告病離京，分別投靠各地有力的諸侯。淳于瓊是當中的一位；追隨袁绍奔往冀州。
兴平二年冬，献帝的御驾在曹阳被李傕的兵馬所追上，沮授知道了便劝袁绍將落難的漢獻帝迎至冀州奉戴。淳于琼与郭图卻認為：“汉室凌迟，为日久矣，今欲兴之，不亦难乎？且英雄并起，各据州郡，连徒聚众，动有万计，所谓秦失其鹿，先得者王。今迎天子，动辄表闻，从之则权轻，违之则拒命，非计之善者也。”袁绍聽了淳于瓊和郭圖的話，覺得很有道理。沮授不放棄，再劝。袁绍本身沒有奉戴的意思，又因为与公孙瓒作战分身乏术，終於沒有迎接皇帝，而是派从事中郎徐勋托曹操代为迎驾，于是曹操掌握時機，奉獻帝於許，從此挾天子而令諸侯。
建安四年，官渡之戰前夕，袁绍採納郭图的計策，將沮授原本所專職的都督分為三，使淳于琼統領其中的一军。五年二月，淳于琼与郭图、颜良等领兵攻东郡太守刘延于白马，顏良陣亡後，大军撤回官渡，並於當地屯駐下來。
冬十月，袁绍遣车运送軍需，使淳于琼等五人率領兵員万余人負責護送，淳于琼等軍營在乌巢，距離袁绍的大营四十里。當軍勢陷入膠著时，袁绍的谋臣许攸因故叛投曹操，曹操用其计，领虎豹營五千人夜袭烏巢。淳于琼一開始認為曹軍數量少，出陣迎戰，但曹操猛烈進攻，使淳于琼退入營地。袁绍聞訊遣兵救援，但最後無法解困，淳于瓊的軍营為曹軍所破，穀物全为曹兵所燬。淳于琼帐下督将眭元进、骑督韩莒子、吕威璜、赵叡等都在營區內喪命。
淳于琼的鼻子在乱军為曹軍所割，为曹将乐进所擄獲，帶到曹操面前，曹操對他說：“何为如是？”淳于琼回答說：“胜负自天，何用为问乎！”曹操想起淳于瓊是舊識，與袁紹俱友好、從前都不滿宦官與董卓把持朝政的往事，不想處決淳于瓊。許攸進言說：“明旦鉴于镜，此益不忘人。”意指淳于瓊第二天早上照鏡子時，會想起鼻子被曹軍割下，便會想報復。聽後，曹操同意殺淳于瓊。
淳于琼死後，袁绍将領张郃、高览等投身曹營，袁绍大批的兵馬缺乏軍糧支持，很快就撤退了。后來曹操在對漢獻帝報告官渡戰事時，曰“斩绍大将淳于琼等八人首”，將淳于瓊的名字排在第一位，可知斬殺淳于瓊對曹操來說意義有多重大。
《曹瞞傳》記載淳于瓊先俘後斬，然而在《三國志·樂進傳》記載樂進「渡河攻獲嘉，還，從擊袁紹於官渡，力戰，斬紹將淳于瓊。」

## 评价
- 王夫之：“与绍之恣睢河北唯意欲为而莫制者，难易之势，相悬绝也。苟不恤其名，而唯利是图，则淳于琼之言，安知其不长于荀彧哉？假令衣带诏行，曹操授首于董承、伏完、金祎之手，则授、彧之谋，岂不适为琼笑？而非然也，出天子于棘篱饥困之中，犹得奉宗庙者二十余年，不但以折群雄之僭，即忠义之士，怀愤欲起，而人情之去就，尚且疑且信而不决于从也。琼之情唯利是图，受天下之恶名而不恤，绍是之从，欲不亡也，得乎？”

## 艺术形象

### 三國演義
與正史不同的是淳于瓊是個性剛好酒的人，多受到軍人的畏懼。自二萬大軍到了烏巢後，天天與將士共飲。直到曹軍等人奇襲烏巢時，當時瓊醉臥在軍營內，一驚起就被撓鉤拉倒。戰敗後被曹操命令割下其耳鼻和手指遣返至袁軍，袁紹見狀後大怒，將其斬殺。

### 登場作品
- 《蒼天航路》（王欣太）
- 《火鳳燎原》（陳某）

### 影视形象
- 1994年电视剧《三国演义》：周万红
- 2018年电视剧《三國機密之潛龍在淵》：李泓瑞

## 主要資料出處
- 《三国志·魏書一·武帝紀》
- 《三国志·魏書六·董二袁劉傳》
- 《三国志·魏書十七·張樂于張徐傳》
- 《后汉书·袁绍列传》